# Wickersheim-Wilshausen
Wickersheim-Wilshausen è un comune francese di 446 abitanti situato nel dipartimento del Basso Reno nella regione del Grand Est.

## Società

### Evoluzione demografica
Abitanti censiti